# Żurawky
Żurawky (ukr. Журавки, ros. Журавки, Zurawki) – wieś na Ukrainie, w Autonomicznej Republice Krymu (de iure stanowiącej integralną część państwa ukraińskiego, w 2014 anektowanej przez Rosję i odtąd funkcjonującej jako Republika Krymu), w rejonie kirowskim. W 2021 liczyła 2888 mieszkańców.